# Wolter Hendrik Hofstede (1783-1850)
Wolter Hendrik Hofstede (Assen, 26 januari 1783 - Den Haag, 27 december 1850) was een Nederlands rechter en politicus.

## Familie
Hofstede was een zoon van mr. Petrus Hofstede (1755-1839), landdrost en gouverneur van Drenthe en Susanna Christina Kymmell (1758-1825). In 1819 trouwde hij met Maria Wilhelmina Servatius (1799-1873), waaruit een dochter werd geboren. Hij liet in dat jaar in Assen het Huis met het Stoepie bouwen.

## Loopbaan
Hofstede studeerde Romeins en hedendaags recht in Groningen en promoveerde in 1804 op zijn dissertatie De cautione usufructuaria a testatore no remittenda. Hij vestigde zich als advocaat-fiscaal in zijn geboorteplaats. Hij was vervolgens inspecteur der veenderijen (1807-1816), vrederechter in het kanton Assen (1815-1833), provinciaal betaalmeester (1816-1824), administrateur van 's Rijks schatkist (1824) en vanaf 1832 adjunct-houtvester.
In 1807 werd Hofstede gemeenteraadslid in Assen. Van 17 mei 1830 tot 15 oktober 1832 was hij lid van de Tweede Kamer der Staten-Generaal. Na zijn Kamerlidmaatschap werd hij raadsheer bij de Hoge Raad der Nederlanden (1833-ovl.).
Hofstede werd benoemd tot ridder in de Orde van de Nederlandse Leeuw. Hij overleed in 1850 op 67-jarige leeftijd.
- Biografisch Portaal: 12163676
- Nederlandse Thesaurus van Auteursnamen: 072298049
- Parlement.com: vg09llr7kxym
- Virtual International Authority File: 285006885
- WorldCat: E39PBJm4WTgCYHkxMR3bv8MHG3